# Rebekha Sharkie
Rebekha Sharkie, née le 24 août 1972 à Torbay (Angleterre) au Royaume-Uni, est une femme politique australienne.
Membre de l'Alliance du centre depuis 2014, elle est représentante pour la circonscription de Mayo à la Chambre des représentants depuis 2016.

## Biographie

### Naissance et formation
Rebekha Carina Che naît à Torbay, dans le sud de l'Angleterre au Royaume-Uni, le 24 août 1972, de parents britannique et américain. Ils s'installent en Australie alors que leur fille n'a que deux ans . Elle étudie les relations internationales et les politiques publiques à l'université Flinders. Elle est naturalisée australienne le 19 mars 2007.

### Vie politique
Rebekha Sharkie est membre du Parti libéral de 2010 à 2012 où elle considère Isobel Redmond (en), la leader du parti en Australie-Méridionale, comme un modèle.
Elle est élue lors des élections fédérales de 2016 sous l'étiquette de l'Alliance du centre (qui s'appelle alors Nick Xenophon Team). Sharkie bat le représentant sortant, Jamie Briggs (en), pour lequel elle a travaillé,.
Lors des élections fédérales de 2019, elle est réélue représentante pour Mayo et une nouvelle fois en 2022, avec le soutien d'élus indépendants.